# Adieu blaireau
Pour plus de détails, voir Fiche technique et Distribution.
Adieu blaireau est un film français de Bob Decout, réalisé en 1984 et sorti le 30 avril 1985.

## Synopsis
Un comédien qui s'est ruiné au  jeu s'enferre dans l'engrenage de la violence et devient tueur à gages pour prouver à une femme qu'il l'aime.

## Fiche technique
- Titre : Adieu Blaireau
- Réalisation : Bob Decout
- Scénario : Bob Decout
- Production : Yannick Bernard et Meyer Berreby
- Musique originale : Dominique Perrier
- Photographie : Serge Halsdorf
- Montage : Sophie Bhaud et Jean-Bernard Bonis
- Décors : Frédéric Astich-Barre
- Son : Adrien Nataf
- Sociétés de Production : GA Films, Les Films Stanley, Odessa Films et TF1 Films Production
- Genre : drame
- Durée : 94 minutes
- Pays :  France
- Date de sortie : 30 avril 1985

## Distribution
- Philippe Léotard : Fred
- Annie Girardot : Colette
- Jacques Penot : Gégé
- Christian Marquand : Victor
- Juliette Binoche : Brigitte B., dite « B.B. »
- Amidou : Poupée
- Albert Dray : Boris
- Yves Rénier : le « Professeur »
- John Dobrynine : un tueur
- Agathe Gil : Gigi
- Emmanuel Booz : l'amateur de foot
- Pierre Arditi : la Grenouille
- Catherine Albin : la fille du bar de Colette
- Mehdi Babou : un baigneur
- Pierre-Yves Burton : Fifi
- Harry Cleven : un sbire de Poupée
- Hubert Deschamps : l'ivrogne du bar de Colette
- Jacqueline Doyen : Mimi
- Gérard Dubois : l'acolyte du blond
- Muriel Dubrule : une silhouette
- Vincent Ferniot : le gros au bar de Poupée
- Jean-Pierre Leclerc : le porte-flingue de Victor
- Gérard Liadouze : le chauffeur de Santini
- Lucien Lorenz : un client au bar de Poupée
- Serge Marquand : le patron du « Carré d'As »
- Daniel Mitrecey : le pompiste (Dan Mitrecey)
- Jean Ralph : Gérald
- Pierre Risch : un muet
- Ticky Holgado : le barman (Tiky)
- Alain Sirguy : Gil
- Bernard Montin : Sammy
- François Auger
- Djuro Pavlica
- Jean Roquel
- Serge Roux
- Giulia Salvatori : Julia Salvatori
- Alban Spaggiaro
- Tina Werner